# Lonely Planet (chanson)
Pour les articles homonymes, voir Lonely Planet (homonymie).
Singles représentant l'Arménie au Concours Eurovision de la chanson
Boom Boom
(2011)
Lonely Planet (en français, « Planète solitaire ») est une chanson du groupe de rock arménien Dorians. Elle est surtout connue pour être la chanson qui représente l'Arménie au Concours Eurovision de la chanson 2013 qui a lieu à Malmö en Suède,. Les paroles du titre ont été écrites par Vardan Zadoyan et la musique a été écrite et produite par Tony Iommi de Black Sabbath,,. La chanson fut en compétition lors de la deuxième demi-finale le 16 mai 2013 où elle a obtenu une place en finale qui aura lieu le 18 mai.

## Liste des pistes
Téléchargement
1. Lonely Planet – 3 min 00
2. Lonely Planet (Remix) – 2 min 58